# مارک بوکوفسکی
مارک بوکوفسکی (لهستانی: Marek Bukowski؛ ‏ زادهٔ ۲۶ نوامبر ۱۹۶۹) بازیگر، فیلم‌نامه‌نویس، تهیه‌کننده و کارگردان اهل لهستان است.

## گزیدهٔ فیلم‌شناسی

### بازیگر
- مادام کاملیا (۱۹۹۵)
- کلبه جنگلی (۲۰۱۸)
- گوش آقای رئیس (۲۰۱۷)
- دوستان (۲۰۱۶ -اکنون)
- اسمولنسک (۲۰۱۶)
- هتل ۵۲ (۲۰۱۳–۲۰۱۱)
- در خوشی و سختی (۲۰۱۸–۲۰۱۰)

### کارگردان
- دوستان (۲۰۲۰)
- کلبه جنگلی (۲۰۱۸)
- ع چون عشق (۲۰۱۲)

### فیلم‌نامه‌نویس
- روزگار خوش (۲۰۱۷)
- در خیابان سپولنی (۲۰۰۳)